# ویلمر (آلاباما)
ویلمر (به انگلیسی: Wilmer) یک منطقهٔ مسکونی در ایالات متحده آمریکا است که در شهرستان موبایل، آلاباما واقع شده‌است. ویلمر ۷۶ متر بالاتر از سطح دریا واقع شده‌است.